# Ways
Ways (Waals: Wé) is een dorp in de Belgische provincie Waals-Brabant en een deelgemeente van Genepiën. Tot 1 januari 1977 was het een zelfstandige gemeente.

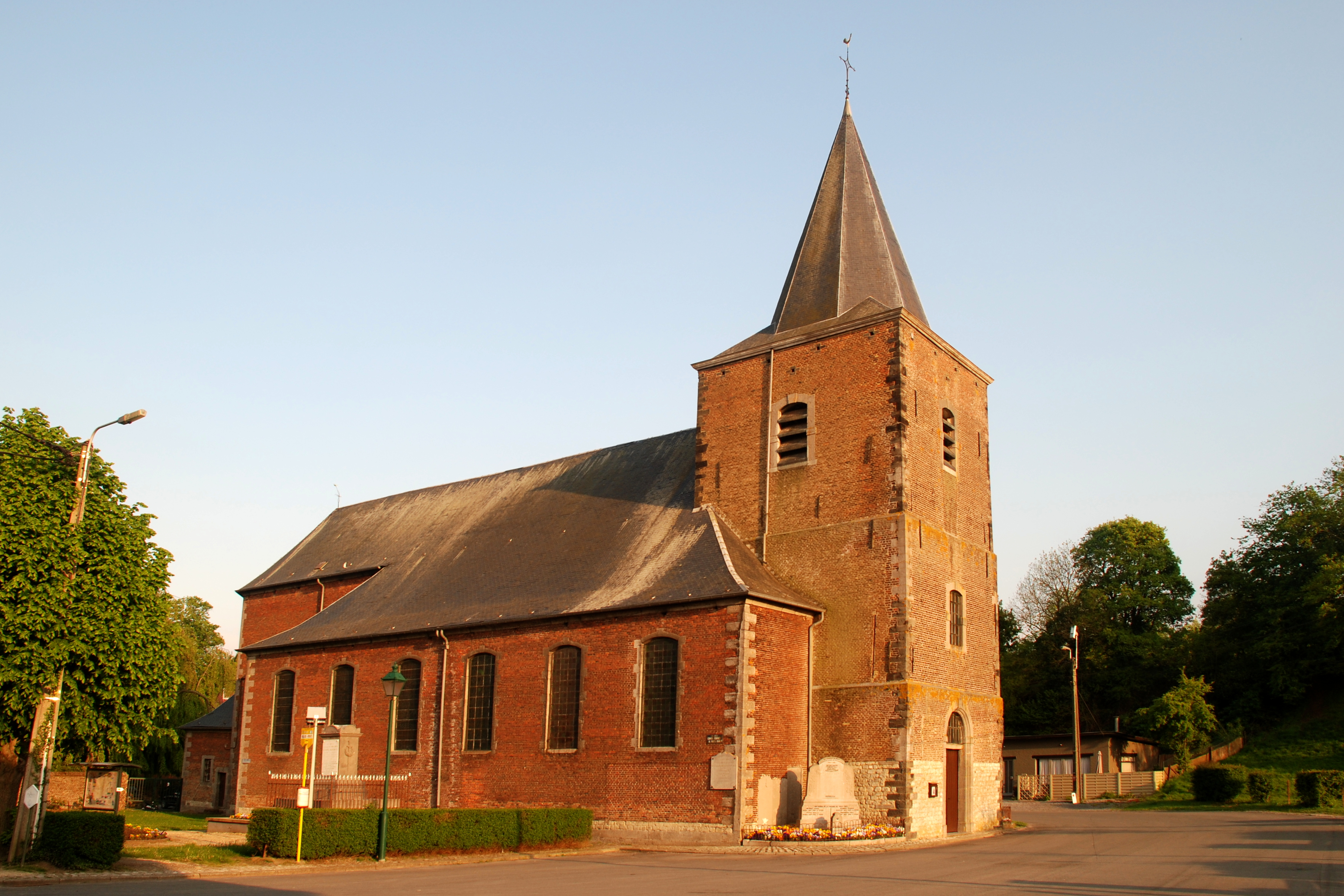
Église Saint-Martin

## Geschiedenis
Op de Ferrariskaart uit jaren 1770 wordt de plaats aangeduid als Wais le hutte. Wais komt etymologisch overeen met het Franse woord gué, het Waalse wé en het Nederlandse voorde. Het dorpje ligt dan ook aan de Dijle.

## Bezienswaardigheden
- De Sint-Martinuskerk (Église Saint-Martin) is een classicistisch kerkgebouw van 1767.
- De Moulin de Ways is een watermolen op de Dijle waarvan het rad nog aanwezig is maar het binnenwerk verwijderd.

## Natuur en landschap
Ways ligt aan de Dijle. De hoogte aan de kerk bedraagt 98 meter.

## Demografische ontwikkeling
- Bronnen:NIS, Opm:1831 tot en met 1970=volkstellingen

## Politiek
Ways had een eigen gemeentebestuur en burgemeester tot de fusie van 1977. Burgemeesters waren:
- 1817-1828 : Pierre Hens
- 1828-1848 : Sébastien Van de Velde
- 1848-1878 : Emmanuel-Joseph Brulé
- 1878-1888 : Alexandre Juniaux
- 1888-1896 : Henri-Joseph Lequy
- 1896-1904 : Cyr-Joseph Juniaux
- 1904-1947 : Paul Cornet d'Elzius de Ways-Ruart
- 1947-1952 : Louis Arbalestrie
- 1952-1953 : Firmin Corbisier
- 1953 : Georges Beaufaux
- 1953-1954 : Gustave Louvigny
- 1954-1959 : René Willard
- 1959-1976 : Joseph Mambour

## Geboren
- Théodore Deville (1785 - 1850), politicus

## Nabijgelegen kernen
Genappe, Bousval, Baisy-Thy
Deelgemeenten: Baisy-Thy · Bousval · Genepiën · Glabais · Houtain-le-Val · Loupoigne · Oud-Genepiën · Ways

Overige plaatsen: La Bruyère · Bruyère Madame · Baisy · Basse-Laloux · Le Chantelet· Chênemont · Dernier Patard · La Falise · Ferrières · Les Flamandes · Fonteny · Foriest · Fosty · Hattain · Houtain-le-Mont · La Hutte · La Motte  · Loncée · Maison du Roi · Noirhat · Pallandt · Promelles · Quatre Bras · Ry-d'Hez · Sclage · Thy · Trou-du-Bois · Vieux Manants · Wanroux

Belgische gemeenten · Arrondissement Nijvel · Waals-Brabant · Wallonië